# The Soul Cages
| 전문가 평가          | 전문가 평가 |
| 평가 점수            | 평가 점수   |
| 출처                 | 점수        |
| -------------------- | ----------- |
| AllMusic             | [ 4 ]       |
| Chicago Tribune      | [ 5 ]       |
| Entertainment Weekly | C           |
| Los Angeles Times    | [ 6 ]       |
| Robert Christgau     | [ 7 ]       |

《The Soul Cages》는 스팅이 발매한 세 번째 스튜디오 음반이며, 오랜 기타리스트 도미닉 밀러가 참여한 첫 번째 음반이다. 1991년 1월 17일에 발매된 이 음반은 영국에서 두 번째 1위 음반이 되었다. 이 음반은 1987년에 사망한 스팅의 최근 돌아가신 아버지를 위해 헌정되었다.
이 음반은 〈All This Time〉, 〈Mad About You〉, 〈Why Should I Cry for You〉, 그리고 〈The Soul Cages〉의 4개의 싱글 음반을 발매했다.
타이틀곡으로는 1992년 스팅이 사상 처음으로 그래미 어워드 최우수 록 송을 수상했다.

## 특이 사항
해당 음반에 들어 있는 노래인 〈Saint Agnes and the Burning Train〉이라는 노래는 《런닝맨》이라는 예능 프로그램에서 이광수가 퇴장시킬 때 또는 우울 모드인 경우 주요 배경음악으로 사용된다.

## 곡 목록
모든 곡들은 스팅에 의해 작사/작곡하였다.
| #  | 제목                                  | 재생 시간 |
| -- | ------------------------------------- | --------- |
| 1. | 〈Island of Souls〉                   | 6:41      |
| 2. | 〈All This Time〉                     | 4:54      |
| 3. | 〈Mad About You〉                     | 3:53      |
| 4. | 〈Jeremiah Blues (Part 1)〉           | 4:54      |
| 5. | 〈Why Should I Cry for You〉          | 4:46      |
| 6. | 〈Saint Agnes and the Burning Train〉 | 2:43      |
| 7. | 〈The Wild Wild Sea〉                 | 6:41      |
| 8. | 〈The Soul Cages〉                    | 5:51      |
| 9. | 〈When the Angels Fall〉              | 7:48      |

## 인증
| 국가                                                  | 인증     | 판매량/출하량 |
| ----------------------------------------------------- | -------- | ------------- |
| 오스트레일리아 (ARIA)                                 | 골드     | 35,000^       |
| 오스트리아 (IFPI 오스트리아)                          | 골드     | 25,000*       |
| 벨기에 (BEA)                                          | 골드     | 40,000*       |
| 캐나다 (뮤직 캐나다)                                  | 플래티넘 | 100,000^      |
| 핀란드 (Musiikkituottajat)                            | 골드     | 26,040        |
| 프랑스 (SNEP)                                         | 플래티넘 | 451,400       |
| 독일 (BVMI)                                           | 플래티넘 | 500,000^      |
| 이탈리아                                              | —        | 500,000       |
| 일본 (RIAJ)                                           | 골드     | 185,820       |
| 스페인 (PROMUSICAE)                                   | 플래티넘 | 100,000^      |
| 스위스 (IFPI 스위스)                                  | 플래티넘 | 50,000^       |
| 영국 (BPI)                                            | 골드     | 100,000^      |
| 미국 (RIAA)                                           | 플래티넘 | 1,000,000^    |
| *판매량을 기반으로 한 인증 ^출하량을 기반으로 한 인증 |          |               |